# Rajyavardhan Rathore
Rajyavardhan Rathore (n. 29 ianuarie 1970, Jaisalmer, Rajasthan, India) este un politician indian, medaliat olimpic. A participat la 2 ediții ale Jocurilor Olimpice (2004, 2008) în care a câștigat o medalie de argint.